# Order Camõesa
Order Camõesa (port. Ordem de Camões) – portugalskie odznaczenie państwowe, nadawane za zasługi dla języka portugalskiego oraz umacniania więzów między społecznościami portugalskojęzycznymi w świecie a Portugalią. Nazwany na cześć wybitnego port. poety Luísa Vaz de Camões.

## Historia i zasady nadawania
Order został formalnie ustanowiony 7 czerwca 1985 roku, lecz faktycznie włączony do port. systemu odznaczeń dopiero 30 czerwca 2021 roku (jest najmłodszym orderem w systemie port. odznaczeń). Nadawany jest przez urzędującego prezydenta państwa, który jest Wielkim Mistrzem orderu i przewodniczącym Kapituły. Z wnioskami o przyznanie orderu może wystąpić do prezydenta Kapituła lub – za jej pośrednictwem – ministrowie rządu.
Według oficjalnej klasyfikacji portugalskich odznaczeń państwowych Order, wraz z Orderem Infanta Henryka i Orderem Wolności, należy do kategorii „orderów narodowych” (ordens nacionais).

## Podział orderu
Podobnie jak pozostałe współcześnie nadawane ordery portugalskie, order dzieli się na sześć klas:
- Wielki Łańcuch (Grande-Colar)
- Krzyż Wielki (Grã-Cruz)
- Wielki Oficer (Grande-Oficial)
- Komandor (Comendador)
- Oficer (Oficial)
- Kawaler lub Dama (Cavaleiro ou Dama)

Specjalną klasę stanowi stopień Członka honorowego (Membro Honorário), nadawany instytucjom oraz innym zbiorowościom.

## Insygnia
Odznakę orderu stanowi złote okrętowe koło sterowe, na które nałożony jest okrągły medalion z wizerunkiem Luísa Vaz de Camões w wieńcu laurowym  na błękitnym tle; medalion otacza złoty pierścień z zielonym dębowym wieńcem. Pośrodku złotego rewersu umieszczone jest godło Republiki Portugalii, otoczone spiralnym napisem z cytatem z Luzjad: AQUELES QUE POR OBRAS VALEROSAS SE VÃO DA LEI DA MORTE LIBERTANDO * LUÍS VAZ DE CAMÕES * OS LUSÍADAS ("[tym] co rycerskiemi uwiecznieni sprawy już nieśmiertelność wzięli w posiadanie"). Oznakę wieńczy zielono emaliowany wieniec laurowy.
Gwiazda orderu - dodawana do trzech najwyższych klas - jest srebrna, ośmiopromienna, o brylantowanych promieniach. Pośrodku gwiazdy umieszczony jest medalion, jak przy oznace orderu.
Łańcuch - składa się z dziesięciu owalnych ażurowych ogniw z wizerunkiem otwartej księgi, na której położone jest gęsie pióro oraz dwunastu w formie zielono emaliowanych wieńców laurowych. Na podobnym wieńcu, lecz nieco większym zawieszona jest oznaka orderu. 
Wstążka orderu jest niebieska z szerokimi żółtozłotymi brzegami. Kolory symbolizują morze i światło wiedzy. Kobiety noszą oznakę orderu na wstążce upiętej w kokardę (z wyjątkiem oznak dwóch najwyższych klas, noszonych na wstędze przez prawe ramię).

## Odznaczeni

### Odznaczeni klasą Wielkiego Łańcucha
(Stan na czerwiec 2025)
- Jorge Carlos Fonseca (2021)
- José Saramago (2021, pośmiertnie)[2]
- Paula Rego (2022, pośmiertnie)[2]
- José Ramos-Horta (2022)
- Luiz Inácio Lula da Silva (2023)
- Mário Soares (2024, pośmiertnie)[2]